# Première Renaissance
En histoire de l'art, on appelle Première Renaissance (Primo Rinascimento en italien) la période du Quattrocento qui, s'étendant des années 1420 à 1500, marque la rupture avec l'art de la pré-Renaissance.

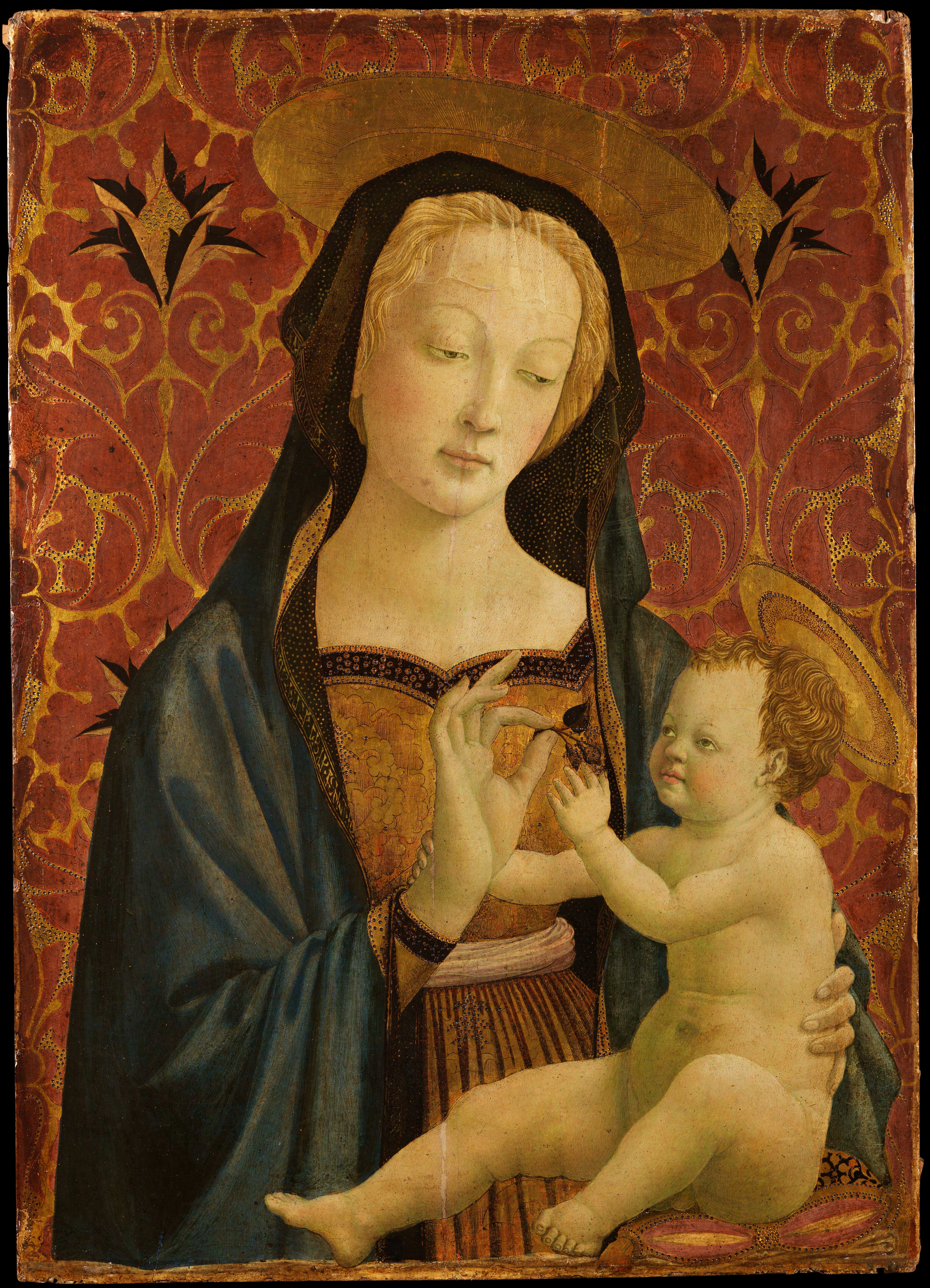
Vierge à l'Enfant, œuvre de Domenico Veneziano (Villa I Tatti, Fiesole).

## Des origines florentines
La Première Renaissance trouve son origine à Florence, riche ville financière et industrielle de Toscane, qui a pris le dessus politique et militaire sur sa voisine et rivale Pise. Elle se retrouve dans le mécénat et les commandes des grandes familles, dont celle des Médicis, mécènes et collectionneurs, des riches corporations de la ville et des ordres religieux.
- Après la chute de Constantinople, les savants et artistes de la civilisation byzantine fuient les Ottomans et se réfugient en Italie, où les accueillent les Florentins de la riche cité-État, rivale de la république de Venise et des États pontificaux. Chaque puissance finance des œuvres d'embellissement, initialement religieuses.
- Ce foisonnement va engendrer un climat d'émulation dans toute la botte italienne ; les papes financent également en tant que donneurs d'ordres, l'embellissement de la cité du Vatican, par-dessus la Rome antique des Empereurs : voûte de la chapelle Sixtine.
- Contribuant à ce climat, se trouvent aussi les ateliers des maîtres qui enseignent à leurs apprentis, et parfois les peignent (figure du ragazzo dans le Bacchus du Caravage).

## Évolutions techniques et philosophiques
- Vont éclore de nouvelles techniques dans la peinture (sfumato) et les fresques, mais aussi une nouvelle représentation du monde, plus proche de l'homme et s'éloignant de la Sainte Trinité, la religion et la gloire de Dieu étant restés précédemment les seuls thèmes artistiques. C'est la naissance de l'humanisme : pensée de la dimension de l'homme dans l'univers, en tant que figure centrale, en lieu et place de la Divinité.
  - Des fictions actuelles telles que Le Secret des Flamands ou le livre L'Enfant de Bruges, montrant le peintre flamand Jan Van Eyck, posent l'hypothèse que leurs techniques de peinture à l'huile employées pour la peinture flamande auraient été introduites ensuite auprès des peintres italiens. Un secret revêtant des allures d'affaire d'État compte tenu de l'importance des Arts à l'époque.

- Les peintures de Botticelli sont connues pour leur mélange subtil de profane et de sacré, dont les figures allégoriques sont adressées à son public, aristocrate et lettré :
  - l'identification des figures allégoriques de la Calomnie d'Apelle n'est pas immédiate pour le non-initié ;
  - la figure centrale de sa fresque le Printemps, représente-t-elle la Vierge Marie avec une auréole végétale, où serait-ce la Vénus allégorique, autre sujet de prédilection du peintre ?

- Dans le même temps, Brunelleschi construit le dôme de la cathédrale, prouesse architecturale illustrant les progrès des travaux de construction de l'époque. À partir de ces travaux d'architectes, les peintres conceptualisent et appliquent la perspective albertienne dans leurs œuvres. Masaccio l'appliquait déjà en premier, dépassant son maître Masolino da Panicale dont l'œuvre restera aux yeux du monde élégante, mais hiératique et figée. Ensuite, le sujet épuisé, ils passeront au baroque pendant la Haute Renaissance.

## Redécouverte de l'héritage gréco-romain

### Par les textes anciens
Cette vision découle des perspectives philosophiques de l'école néoplatonicienne, fondée par Marsile Ficin et à laquelle Pic de la Mirandole contribue; elle s'affranchit de la vision médiévale qui jusqu'alors prévalait, pour se replonger dans la lecture des textes gréco-romains ; nombreux parmi ces derniers furent transmis à l'Occident par l'intermédiaire des bibliothèques du monde arabo-musulman telle que la grande bibliothèque d'Alexandrie, et les travaux sur la philosophie aristotélicienne à Tolède et Cordoue dans l'Espagne arabo-musulmane, effectués par des personnages tels que Averroes et Maïmonide.

### Par les excavations de Rome
Le sculpteur Michel-Ange, de voyage à Rome durant quatre ans, assiste à l'excavation des statues antiques de la Rome des empereurs. De retour à Florence, cette vision l'inspirera pour sa sculpture du David, dont une copie se trouve aujourd'hui sur la place qui fait face au Palazzo Vecchio.

### De nouvelles déités pour Florence
La fière cité au lys rouge n'est pas bâtie sur un promontoire, mais entre des collines : prospère, cette cité attire les convoitises.
Il s'agit d'inspirer, par des mythes provenant de l'Antiquité, le courage et la ferveur à la population de cette cité encore fragile, qui doit se défendre face à ses voisines, voire face à des nations étrangères à l'Italie : la fonction allégorique est ici directe.
- Ainsi, à côté du David sur la Piazza della Signoria, tirant profit des carrières de marbre de Carrare de la région, la cité de Florence ajoute d'autres sculptures allégoriques antiques, qui viennent illustrer son avènement sur la scène du monde : la fontaine de Neptune, Hercule.
- Comme si cette place n'était pas assez sublime, vient s'y adjoindre sur le côté la Loggia dei Lanzi : l'enlèvement des Sabines; également, la figure de Judith, tranchant la tête du conquérant Holopherne pour éviter le sac de sa ville, fait l'objet de nombreuses peintures, telle que celle du palais Pitti. Le message livré à Florence, au regard de l'histoire de Judith, est qu'il faut savoir être cruelle pour préserver ses intérêts.

## Une liberté de ton nouvelle pour l'artiste

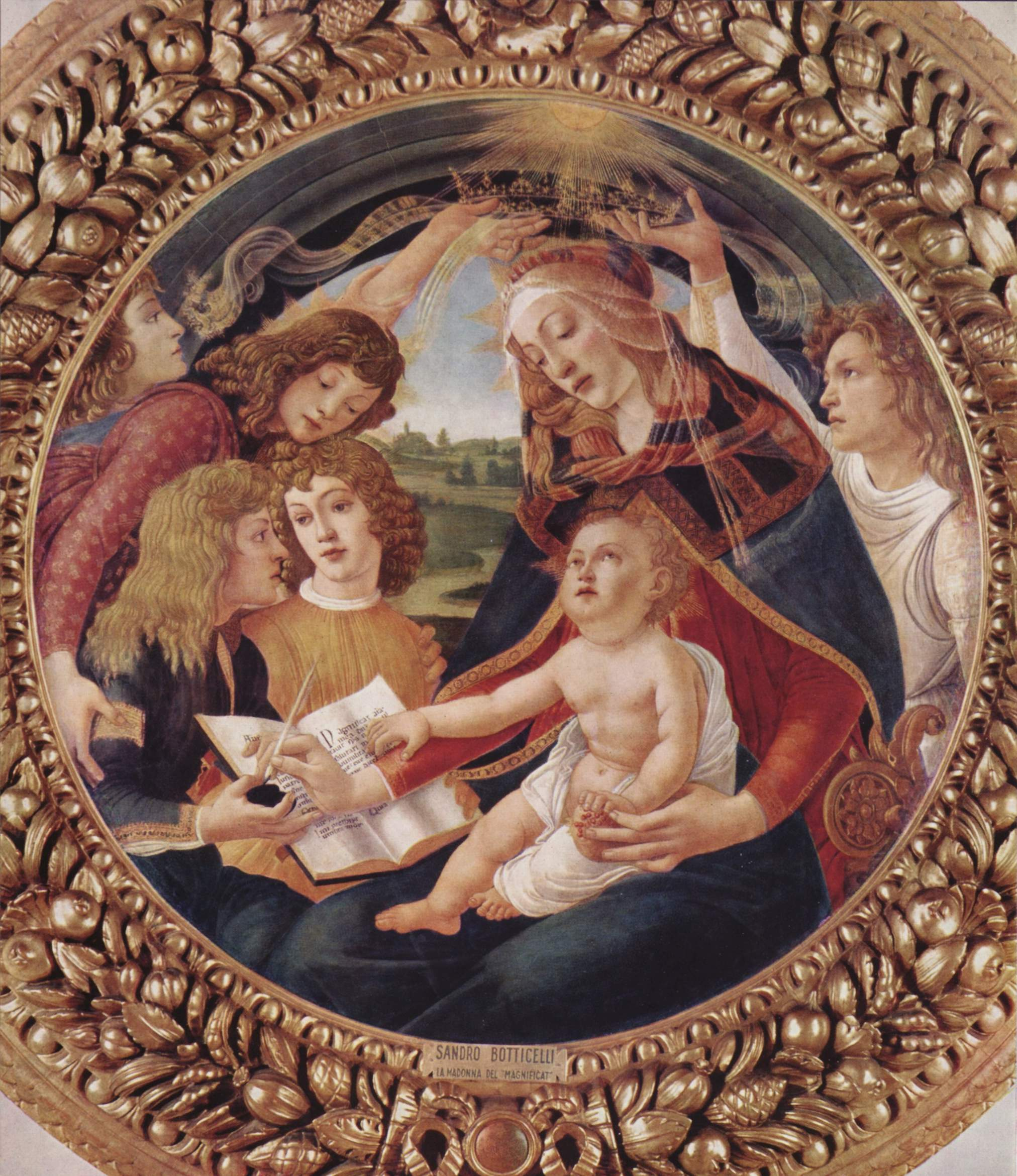
La Madone au Magnificat, tondo de Sandro Botticelli, 1483-1485.

### Causes de cet affranchissement
Depuis l'Italie, la lumière contenue dans la couleur des peintures, la finesse des formes vont instaurer de nouveaux canons, bravant ainsi les codes qui maintenaient la peinture enluminée dans un carcan. C'est aussi le début d'une nouvelle société qui est celle de la bourgeoisie venant remplacer la féodalité. Les donneurs ne sont alors plus seulement religieux leur commandant essentiellement des représentations des grands thèmes de la peinture religieuse, les artistes exécutent désormais des portraits de grands nobles, qui veulent montrer le prestige de leur rang en mandant des peintres talentueux. Se développe ainsi l'art du portrait (ritratto), qui montre le gentilhomme au bas des figures divines, autrefois représentées seules dans la peinture du Trecento.
Les techniques de peinture diversifient sa typologie ; on peint en cercles (les tondos), sur les plafonds, sur des fresques murales ; la taille des peintures décroît par rapport aux triptyques monumentaux de l'époque précédente, ce que permet le raffinement des techniques.

### Nu en représentation artistique: transgression d'un interdit
Les interdits professés sur l'image du corps humain ne sont plus suivis ; auparavant, le nu en représentation artistique n'était toléré, dans le contexte d'un thème religieux, que parce qu'associé à l'état de nature de la Genèse :
La statue du David de Donatello (1432) constitue le premier nu masculin depuis le Moyen Âge, et le tableau La Naissance de Vénus, par Botticelli de 1485, la première représentation artistique d'un nu féminin dans le monde occidental de confession catholique.

### Un jeu aristocratique particulier à Florence

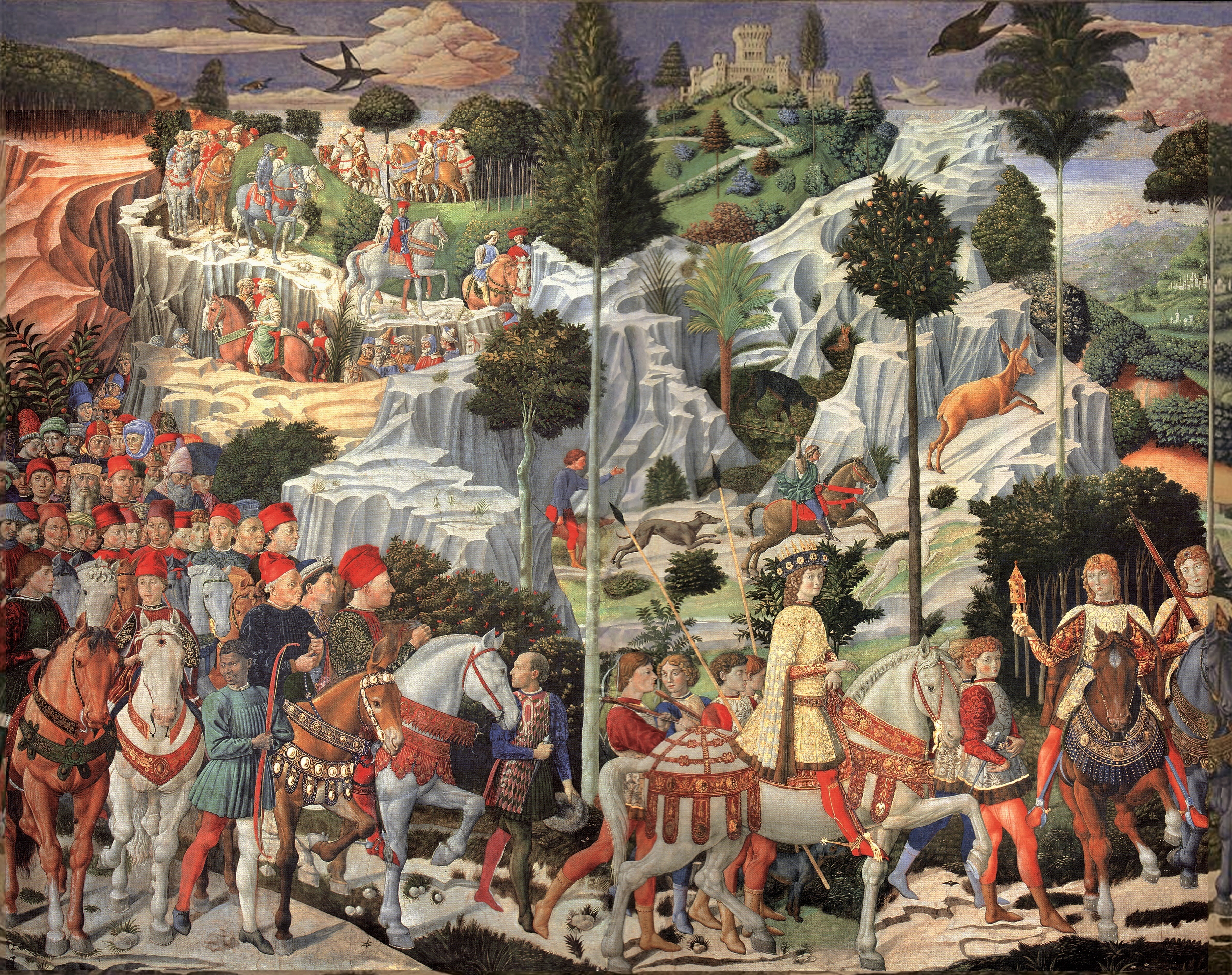
Les anachronismes ne gênent en rien les peintres de la Renaissance, tel Benozzo Gozzoli qui en 1459 effectue une fresque toute à l'honneur des Médicis sur le thème du voyage des Rois mages, figurant des membres de cette famille en parade dans la campagne de Toscane.

Cette liberté de ton nouvelle reste cependant soumise aux autorités de bonne morale, l'artiste pour l'exercer sans tomber dans l'interdit va donc utiliser des symboles équivoques dans ses représentations, et des expressions de visage allant jusqu'à une érotisation graphique du sujet représenté ; sans jamais livrer ces clés d'analyse graphique à son donneur d'ordre, qui soit est un hiérarque religieux, soit un courtisan enrichi. La peinture devient donc objet d'un jeu d'intelligence entre le peintre et son mandataire, au travers des messages codés qu'il cache dans les détails, ou expose de manière indirecte.
Encouragés par leurs mécènes, les Botticelli, Michel-Ange, et autres artistes florentins se lancent dans l'aventure ; leur art à Florence sera reconnu sous le nom de Néoplatonisme médicéen, puisque hérité de l'École néoplatonicienne soutenue par Laurent le Magnifique et supporté tout du long par les fameux Médicis.

## Une période de changement et d'influences
En 1497, la famille Médicis est chassée de Florence, et sa population tombe subjuguée des visions d'apocalypse professées par le Moine dominicain Savonarole dans ses offices.
Ce dernier aura une influence sur le style artistique de Botticelli, qui est notable en comparant les deux représentations de la même figure allégorique qu'il interprète à quelques années d'intervalle, celle de Vénus : la première dans la naissance de Vénus, toute en majesté et d'une beauté de divinité allégorique, la seconde dans la Calomnie d'Apelles, cette fois beaucoup plus marquée par l'austérité.
La rupture avec le passé était donnée ; le siècle suivant allait poursuivre magistralement avec la Haute Renaissance.